# Mathis Type FO4
La Type FO4 era un'autovettura di fascia alta, prodotte nel 1934 dalla Casa automobilistica francese Mathis.

## Profilo
La Type FO4 fu introdotta come alternativa alla Emy-6, oramai in procinto di essere tolta di produzione. Utilizzava il telaio da 3.15 m di interasse della Emy-6 FON. La notevole misura del passo dava un'idea del tipo di utilizzo a cui la Type FO4 era destinata. Fu infatti carrozzata come berlina o come limousine.

La Type FO4 montava un motore a 4 cilindri da 2178 cm³ di cilindrata, in grado di erogare una potenza massima di 40 CV a 3400 giri/min.

Il cambio era a tre rapporti, con innesti silenziosi e con meccanismo della ruota libera.

Fu prodotta unicamente durante il 1934.